# Ilka Schönbein
Ilka Schönbein, née en 1958, à Darmstadt, en République fédérale d’Allemagne, est une marionnettiste, créatrice de masques et costumes, mime, comédienne, danseuse, et autrice allemande. Elle est la fondatrice du Theater Meschugge, mot qui signifie fou en yiddish. Elle s'est fait connaître en tant qu'artiste de théâtre de rue mais joue dorénavant en salle.

## Biographie
Originaire de Darmstadt, Ilka Schönbein s’est formée à la danse eurythmique de Rudolph Steiner à Hambourg, danse qui prône l’alliance de l’âme et du geste plutôt que la technique. Elle a ensuite étudié pendant deux ans la manipulation et la construction de marionnettes à fils avec le marionnettiste Albrecht Roser à Stuttgart. Ses études terminées, elle participe pendant une dizaine d'années à diverses petites compagnies allemandes, avant de choisir de sillonner les routes d'Europe dans un minibus aménagé et de toucher tous les publics, dans la rue.
Elle fut révélée au grand public lors de l'édition de "Chalon Dans La Rue"1994.
Lors du Festival Mimos à Périgueux le jury de presse lui a décerné le Prix du festival 1994. À partir de ce moment elle a pu jouer dans des Maisons de la Culture et autres théâtres subventionnés ainsi que dans de nombreux festivals en France et à l'étranger.

## Créations
- Métamorphoses, est une tragédie burlesque de théâtre de rue dans laquelle son personnage apparaît comme une fragile mendiante dont les partenaires émergent d'un vieux landau, d'une carcasse de parapluie ou de son propre corps.
- Métamorphose des métamorphoses, avec Alexandre Haslé puis avec Mo Bunte
- Le Roi Grenouille (création en 1998, trois versions différentes), avec Alexandre Haslé (1re version), Mo Bunte (2e version), Simone Decloedt, Britta Arste, Rudi Meier et Christian Ilg (3e version). Spectacle pour enfants adapté d'après La Princesse et le crapaud des frères Grimm.
- Voyage d’hiver (2003), d'après la musique de Franz Schubert et les poèmes de Wilhelm Müller, avec Simone Decloedt, Traudi Duus, Rudi Meier, Christian Ilg et Reiner Philipp Kais
- Chair de ma chair, d'après Pourquoi l'enfant cuisait dans la polenta d'Aglaja Veteranyi, avec Nathalie Pagnac et Bénédicte Holvoote. C'est le récit désespéré et poétique d'une enfant de cirque, qui convoque à la fois les rapports mère - enfant, la douleur de la perte, la solitude, l'adversité, le nomadisme et le déracinement.
- La Vieille et la bête (2009)[1], avec Alexandra Lupidi (multi-instrumentaliste) et Simone Decloedt. Il s'agit d'une pièce constituée de 4 contes populaires dans laquelle l'humain et l'animalité s'entremêlent. Sont évoqués également les thèmes de la vieillesse et la mort afin de rendre hommage à son père qui vient de disparaître.
- Sinon je te mange... (2014), avec Alexandra Lupidi

## Caractéristiques esthétiques
Ilka Schönbein brouille la frontière entre son corps et celui de ses marionnettes, créatures hybrides qu'elle nomme "masque de corps". Ce nom réfère à la technique de manipulation de l'artiste qui consiste à mettre son corps à disposition de ses marionnettes qui se posent comme des extensions de celui-ci. Interrogée sur cette technique de manipulation, Ilka Schönbein répond : " J'ai laissé la marionnette prendre possession de moi, de mes jambes, de mes fesses, de mon âme.". Elle transforme son corps maigre et musclé à l'image des marionnettes faites de bois, de papier et de chiffons, en le vieillissant, en le grimant pour s'enlaidir, Ilka Schönbein se fait boîteuse et se recroqueville.
Ces "masque de corps" sont réalisés à partir de moules de ses bras, de ses jambes, et de son visage comme des "empreintes" de son propre corps.
Elle est souvent silencieuse sur scène mais est en revanche très souvent accompagnée par un autre artiste, musicien ou chanteur.
Les thèmes privilégiées dans ses créations sont ceux de l'auto-génération, de la mutilation et de l'amputation. Ses influences principales sont Artaud et Kantor.

### Sitographie
- Ressources relatives aux spectacles : Portail des arts de la marionnette

- Ilka Schöbein, Métamorphoses, sur le site de l'Institut national de l'audiovisuel.